# Hervé Palito
Hervé Palito (Saint Martin de Re, Charente-Maritime, La Rochelle) es un bailarín, coreógrafo, répétiteur y pedagogo francés, director de la Compañía Nacional de Danza (CND) de España en la temporada 2010-2011.

## Trayectoria
Después de formarse como pianista, Palito estudió danza en el Conservatorio de La Rochelle (Francia). En 1985 comenzó su trayectoria como bailarín en el Ballet de XXiéme Siecle de Maurice Béjart en Bruselas y posteriormente en el Béjart Ballet Lausanne, compañía en la que permaneció hasta 1995, realizando labores de supervisor de los maestros repetidores durante los dos últimos años.
En su labor como maestro repetidor, ha sido crucial para su trayectoria supervisar el montaje de obras de Maurice Béjart para el Ballet de la Ópera de París, el Stuttgart Ballet, Staatsoper Berlín, el Tokio Ballet, Aterballeto de Regio Emilia, el Ballet de la Comunidad de Madrid y el Ballet du Rhin de Mulhouse, entre otras. Nacho Duato realizó la misma labor para el Ballet de Basilea, la Compañía Nacional de Lisboa y la Ópera de Stockolm.
Como profesor de danza ha impartido clases magistrales y talleres en destacadas compañías internacionales y ha sido maestro y coordinador artístico de la agrupación sueca 59º North en sus giras por EE. UU. y Sudamérica.

### Dirección en la Compañía Nacional de Danza
En 2001 ingresó como profesor invitado en la Compañía Nacional de Danza y un año después pasó a realizar labores de director adjunto bajo la dirección de Nacho Duato. Desde agosto de 2010 hasta septiembre de 2011, Hervé Palito fue director artístico de la CND. Su propuesta para la compañía fue aprovechar ese año de "transición" para sacar el máximo de los bailarines, añadió coreógrafos extranjeros para ampliar el repertorio de la compañía, dio la oportunidad de innovar a esos nuevos talentos y por último quiso trabajar tanto ballet clásico como contemporáneo para continuar con la línea de trabajo de antes.

#### Extracto de la entrevista realizada porConcha Barrigósa Hervé Palito.
La etapa de la Compañía Nacional de Danza (CND) de Hervé palito fue sustituir a Nacho Duato, él ha querido “entregarse” para hacer “un fin de curso” de “diez” con el insólito programa que estrenó en la Zarzuela.
Hervé Palito que cuando el 31 de julio cesara en su cometido para dejar paso al elegido por el INAEM, José Carlos Martínez, también abandonará la compañía tras nueve años en ella, explica en una entrevista que estuvo trabajando “como si fuera a seguir, con toda la implicación y la ilusión”. 
Para cerrar esta etapa estrenarán una pieza de Angels Margarit coreografiada expresamente para ellos, “Órbitas y Derivas”, otra de Alexander Eckmann, “Flockwork”, que nunca habían bailado antes, además de reponer “Arcangelo”, de Duato.
A las representaciones de Madrid fueron el 27 de junio y el 6 de julio, en el Teatro de la Maestranza, en Sevilla, con un programa que incluirá el ballet de Margarit y las piezas de Duato, “O Domina Nostra” y “Gnawa”. 
Después actuaron el 13 y el 23 de julio, en el Teatro Mossoveta de Moscú con un doble repertorio: “Gnawa”, “Arcangelo” y “Flockwork”, los seis primeros días, y “Noodles” de Philippe Blanchard, y “White Darkness”, de Duato.
El punto final de este curso y de la etapa de Palito, llevará la compañía a Las Palmas de Gran Canaria, el 29 y 30 de julio, con la pieza de Margarit y “O Domina Nostra” y “Gnawa”.
“Estrenar dos piezas nuevas tiene mucho trabajo e implicación. Es un programa que me tiene muy satisfecho porque son cosas muy diferentes”, detalla el francés Hervé Palito en la entrevista.
Montar la pieza de la bailarina, pedagoga, coreógrafa y directora de la compañía Mudances, ha sido “bastante interesante” para él y para los bailarines. “La compañía se dice contemporánea y para entrar en el mundo coreográfico de Angels ha habido que profundizar, tomar clases con ella, e investigar en la vanguardia”, explica. En la de Alexander Eckmann, que incluye, como la de Margarit, proyecciones, hay mucho humor, es muy dinámica y hace bastante contraste con la anterior. 
La pieza de Duato será “la más clásica”. “Me parece un programa muy rico, algo que no se ha hecho nunca. Para algunos bailarines es chungo pasar de un estilo a otro, pero el reto de este año era la calidad hasta el final y están todos muy motivados”. Cuando termine esta etapa, la gran mayoría de los bailarines continuará en la CND porque solo han anunciado que se irán tres o cuatro que ya tenían “otros compromisos”.
Lo que a él le gustaría hacer es crear una compañía en España que tome, precisamente, el hueco que dejará la CND en el repertorio más contemporáneo, ya que la encomienda de Martínez es que la compañía se abra, además, a los estilos clásico y neoclásico.
“No quiero reproducir la CND sino crear algo con una mentalidad diferente, más artística porque esta estructura es un sistema un poco pesado”, dice. Palito, que se presentó al concurso para renovar la dirección de la compañía, insiste en que no está enfadado por la decisión de sustituirle y tener que marcharse.
“Esta ha sido una experiencia que me ha dado energía. El año pasado me quería marchar, pero vivir esto ha sido tomar un nuevo aire. Es lo que quiero, seguir así y no parar”.

## Repertorio
"Chapter 10", de Gustavo Ramírez.
"Órbitas", de Angels Margarit
"Nooodles", (reconstrucción) de Fhilippe Blanchard .

## Resumen de su vida profesional
- 2014- actualidad: MÁSTER CLASS

impartidas por todo el mundo.
- 2011-14: PROFESOR INVITADO INTERNACIONAL DE BALLET

desempeñando cargos como asistente artístico. 
- 2010-11: DIRECTOR ARTÍSTICO

Compañía Nacional de Danza (España).
- 2003-10: COORDINADOR ARTÍSTICO

Compañía Nacional de Danza, Director Artístico: Nacho Duato (España).
- 2002: MAESTRO DE BALLET Y DIRECTOR DE ENSAYO

Compañía Nacional de Danza, Director Artístico: Nacho Duato (España).
- 2001: PROFESOR DE INVITADOS FREELANCE.

- 1998-2000: MAESTRO DE BALLET Y DIRECTOR DE ENSAYO

Lalala Human Steps, Director Artístico: Edouard Lock (Canadá).
- 1997-98: DIRECTOR DE ENSAYO

Ballet de la Comunidad de Madrid, Director Artístico: Víctor Ullate (España).
- 1995-97: CO-DIRECTOR Y DIRECTOR DE ENSAYO

Teatro de ballet Aalto, director artístico: Martin Puttke (Alemania).
- 1993-95: DIRECTOR DE ENSAYO JEFE

Bejart Ballet Lausanne, Director Artístico: Maurice Bejart (Suiza).
- 1991-93: DIRECTOR DE ENSAYO Y BAILE.

Bejart Ballet Lausanne, Director Artístico: Maurice Bejart (Suiza).
- 1987-93: BAILE

Bejart Ballet Lausanne, Director Artístico: Maurice Bejart (Suiza).
- 1985-87: BAILE

Ballet du XXieme Siecle, Director artístico: Maurice.